# Jastrabie pri Michalovciach
Jastrabie pri Michalovciach – wieś (obec) na Słowacji położona w kraju koszyckim, w powiecie Michalovce. Pierwsze wzmianki o miejscowości pochodzą z roku 1337.
Według danych z dnia 31 grudnia 2012, wieś zamieszkiwało 286 osób, w tym 140 kobiet i 146 mężczyzn.
W 2001 roku rozkład populacji względem narodowości i przynależności etnicznej wyglądał następująco:
- Słowacy – 82,87%
- Czesi – 1,69%
- Romowie – 13,76%
- Rusini – 0,28%
- Ukraińcy – 0,28%

Ze względu na wyznawaną religię struktura mieszkańców kształtowała się w 2001 roku następująco:
- katolicy rzymscy – 45,22%
- grekokatolicy – 32,58%
- ewangelicy – 0,28%
- prawosławni – 13,48%
- ateiści – 3,93%
- nie podano – 1,97%